# 鹿行大橋
鹿行大橋（ろっこうおおはし）は、茨城県行方市と鉾田市を結ぶ、霞ヶ浦（北浦）に架かる国道354号の橋である。

## 概要
北浦に架かる5本の橋梁のうち、最も北に位置する。
名称の“鹿行”とは、平成の大合併以前に存在した鹿島郡と行方郡の頭文字から取られた地名である。開通当時の両岸は行方郡北浦村と鹿島郡大洋村であった。

### 旧橋（初代）

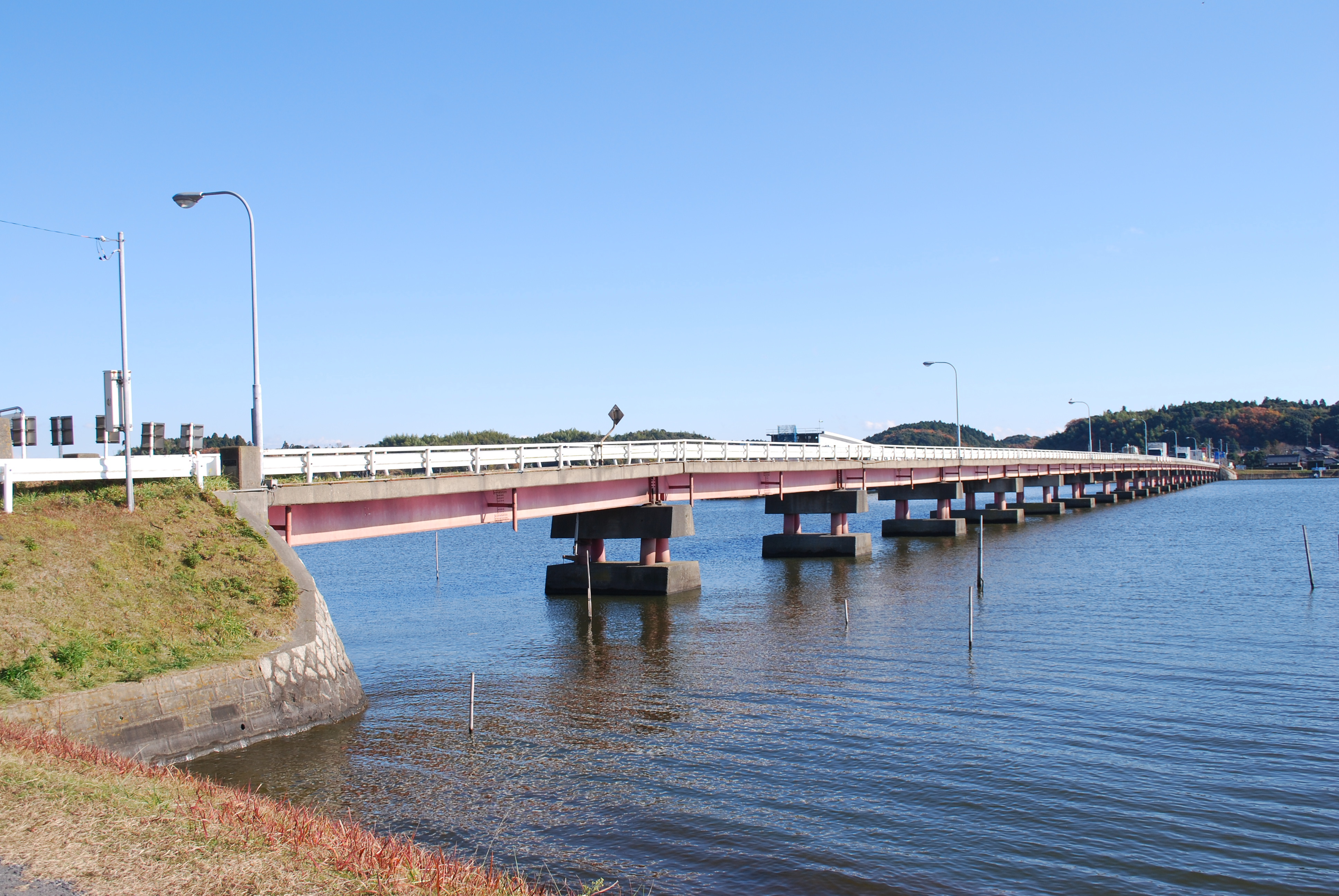
鹿行大橋（旧橋） 全景。東日本大震災で橋桁崩落による通行不可を経て、すべて撤去された。（2008年6月）

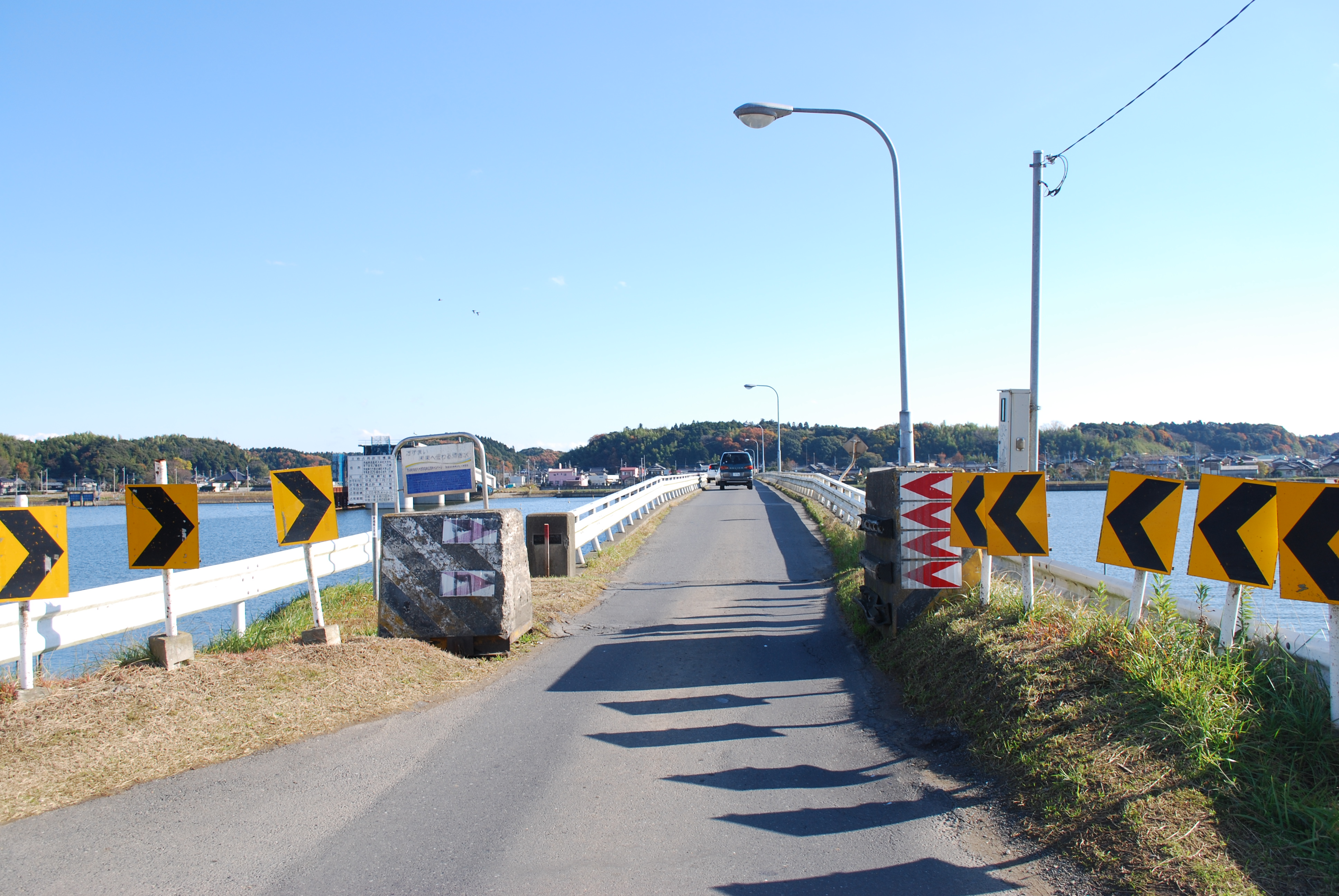
1車線の鹿行大橋（旧橋）
（2008年6月）

一般県道土浦大洋線（当時）の一部として、1964年に着工して1968年に橋が完成して開通した。のちの1993年に県道が昇格して、国道354号の橋梁のひとつとなった。
旧橋には「最大幅2.4m、重量14t」の大型車通行制限が設けられていて、対向車がすれ違えないほどに狭く、すれ違うためには、途中に設けられた3ヶ所の待避レーンで対向車を待避するという交互通行をしなければならなかった。
また、かねてより老朽化も懸念されていたが、2011年3月11日に発生した東北地方太平洋沖地震（東日本大震災）で橋梁の一部（行方市側より7〜9桁目の3径間、約58 m）が崩落。通行中だった車両1台が転落し、男性1人の死亡が確認された。2014年1月に旧橋のすべての撤去が完了した。
- 橋梁概要
  - 橋長：404.6 m
  - 幅員：4 m
  - 車両制限：総重量14t以上、車幅2.4m以上の車両通行規制（1970年（昭和45年）9月20日以降）
  - 橋梁形式：鋼構造21径間単純桁橋
  - 竣工年：1968年（昭和43年）6月
  - その他：待避所（3箇所）を利用した交互通行

### 現橋（2代目）

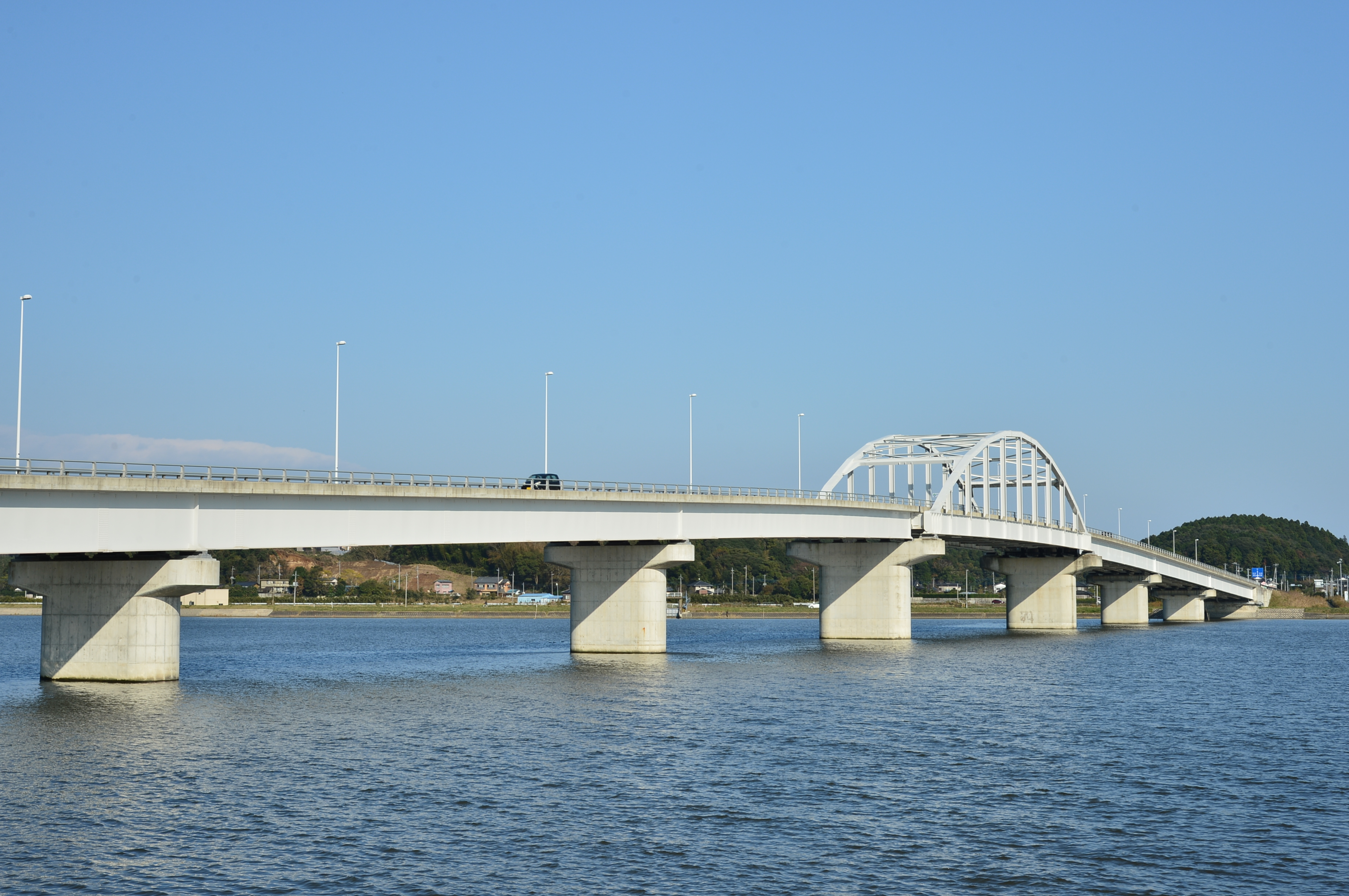
現在の鹿行大橋（2代目）
（2017年11月）

震災以前の2002年より新橋への架け替えを含めた国道354号北浦バイパスの建設工事を行っており、当初2013年3月末の完成予定を目指して事業が進められていたが、震災による旧橋の崩落を受けて開通が1年近く前倒しされ、2012年4月26日に北浦バイパスと共に開通した。約1年ぶりに鉾田市札-行方市山田間の往来が可能になったほか、車道幅員8 m（2車線）・歩道幅員3.5 mとなり従前の狭隘問題も解消された。なお、開通に際する式典では、震災による崩落で死亡した男性に対して黙祷が捧げられている。
- 橋梁概要
  - 橋長：415.3 m
  - 幅員：11.5 m=車道6.5 m＋1.5 m（2車線）、歩道3.5 m（片側）
  - 車両制限：規制なし
  - 活荷重：B活荷重
  - 橋梁形式：鋼3径間×2連続非合成鈑桁橋+鋼1径間ランガー橋
  - 竣工年：2012年（平成24年）4月

## 歴史

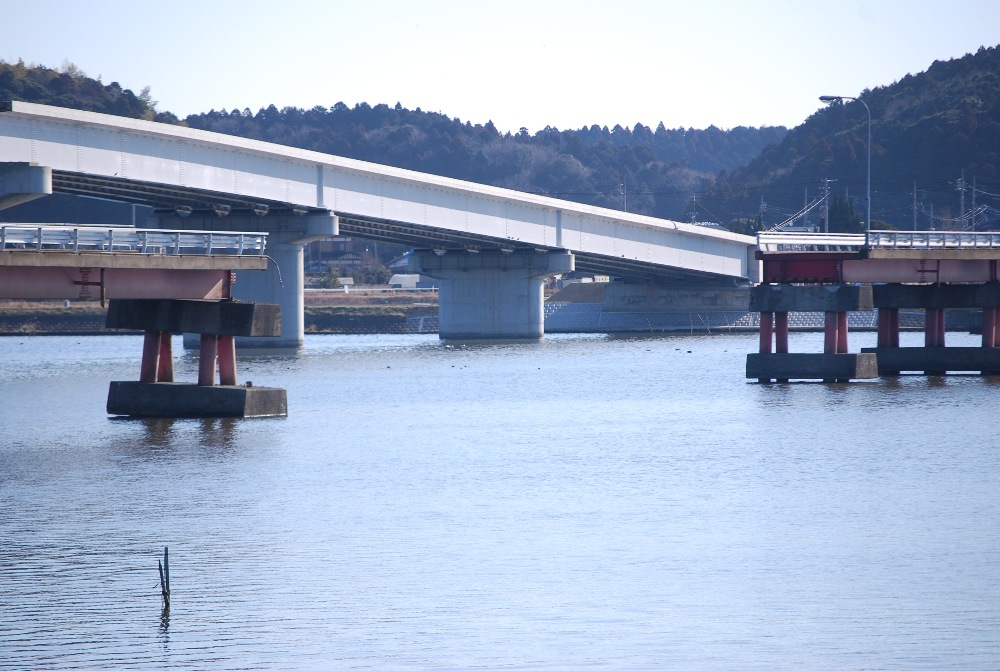
2011年3月11日の東北地方太平洋沖地震で落橋した鹿行大橋（旧橋）。パイルベント橋脚2基も湖に沈んだ。後方の鋼桁橋は建設中当時の現橋。

- 1968年（昭和43年）：茨城県道土浦大洋線（当時）の一部として旧橋が開通。
- 1993年（平成5年）4月1日：土浦大洋線の国道昇格に伴い、国道354号の一部となる。
- 2011年（平成23年）3月11日：東北地方太平洋沖地震により中央部分が崩落。落下した車両に乗っていた男性1人が死亡。
- 2012年（平成24年）4月26日：現橋が開通[3]。

## 周辺
- 行方市役所北浦庁舎（旧北浦町役場）
- 行方市立北浦体育館
- 行方市文化会館